# 艾瑞·艾斯特
艾瑞·艾斯特（英語：Ari Aster，1987年7月15日—），美國男導演、編劇及製片人。知名於短片《關於約翰遜的怪事》（2011年）以及評論呈現兩極化的恐怖片《宿怨》（2018年）、《仲夏魘》（2019年）。

## 早期生活
艾瑞·艾斯特出生於紐約市。艾斯特回憶，4歲時去看了自己的第一部電影《狄克·崔西》（1990年）。片中涉及一個角色在火牆後面發射湯普森衝鋒鎗；據報導，目擊此橋段的艾斯特從他的座位上跳下，並「跑了六個紐約市街區」，且讓母親不得不追著他。艾斯特從小就對恐怖片相當地痴迷，便曾跑過住家附近的每一間影帶出租店，將每一部恐怖片都看過。
他畢業於AFI音樂學院，並在那認識了許多自己未來的合作者。

## 作品列表
| 年份 | 標題                    | 職位 | 職位 | 職位 | 職位   | 附註         |
| 年份 | 標題                    | 導演 | 編劇 | 監製 | 剪輯師 | 附註         |
| ---- | ----------------------- | ---- | ---- | ---- | ------ | ------------ |
| 2008 | Herman's Cure-All Tonic | 是   | 否   | 否   | 否     | 短片         |
| 2011 | 《關於約翰遜的怪事》    | 是   | 是   | 否   | 否     | 短片         |
| 2011 | TDF Really Works        | 是   | 是   | 是   | 是     | 短片；兼演出 |
| 2011 | Beau                    | 是   | 是   | 是   | 是     | 短片；兼聲演 |
| 2013 | 《蒙喬森》              | 是   | 是   | 否   | 否     | 短片         |
| 2014 | Basically               | 是   | 是   | 否   | 否     | 短片         |
| 2014 | The Turtle's Head       | 是   | 是   | 否   | 是     | 短片         |
| 2016 | C'est La Vie            | 是   | 是   | 否   | 是     | 短片         |
| 2018 | 《宿怨》                | 是   | 是   | 否   | 否     |              |
| 2019 | 《仲夏魘》              | 是   | 是   | 否   | 否     |              |
| 2021 | 《人骨招魂》            | 否   | 否   | 是   | 否     | 短片         |
| 2023 | 《寶可噩夢》            | 是   | 是   | 是   | 否     |              |
| 2023 | 《夢行者保羅》          | 否   | 否   | 是   | 否     |              |
| 2024 | 《大腳怪怪的》          | 否   | 否   | 是   | 否     |              |
| 2024 | 《G7高瘋會：首腦危機》  | 否   | 否   | 是   | 否     |              |
| 2025 | 《獨角獸之死》          | 否   | 否   | 是   | 否     |              |
| 2025 | 《愛丁頓》              | 是   | 是   | 是   | 否     |              |
| 2025 | 《暴蜂尼亞》            | 否   | 否   | 是   | 否     |              |

## 外部連結
- 官方网站
- 艾瑞·艾斯特在互联网电影资料库（IMDb）上的資料（英文）